# فيليب عثمان
فيليب عثمان (21 ديسمبر 1991 ببلغراد في إقليم القائد العسكري في صربيا - ) هو لاعب كرة قدم صربي في مركز الوسط. لعب مع سلافيا سراييفو ‏ ونادي فودوفاك ‏ ورادنيتشكي 1923 ‏ ونادي سميديريفو ‏.

## وصلات خارجية
- فيليب عثمان على موقع قاعدة بيانات كرة القدم.إي يو (الإنجليزية)
- فيليب عثمان على موقع Soccerway.com (الإنجليزية)